# كويفاس ديل بيثيرو
بلدية كويفاس ديل بيثيرو (بالإسبانية: Cuevas del Becerro) هي بلدية تقع في مقاطعة مالقة التابعة لمنطقة أندلوسيا جنوب إسبانيا.

## الديموغرافيا
بلغ عدد سكان بلدية كويفاس ديل بيثيرو 1.790 نسمة عام 2011 (وفقاً للمعهد الوطني الإسباني للإحصاء).
| 2.038 | 1.933 | 1.966 | 1.853 | 1.847 | 1.801 | 1.790 |